# Menekşe
Menekşe ist ein türkischer weiblicher Vorname persischer Herkunft, der auch als Familienname auftritt. Menekşe heißt auf Türkisch „Veilchen“.

## Namensträger

### Vorname
- Menekşe Toprak (* 1970), deutsch-türkische Kulturjournalistin, Autorin und literarische Übersetzerin

### Familienname
- Atahan Menekşe (* 1986), türkischer Fußballspieler